# ورزشگاه روازون پارک
ورزشگاه روازون پارک (فرانسوی: Roazhon Park‎) یک ورزشگاه فوتبال در رن، فرانسه است.
این ورزشگاه که در سال ۱۹۱۲ تأسیس شده دارای ۲۹٬۷۷۸ نفر ظرفیت می‌باشد و ورزشگاه خانگی باشگاه فوتبال رن محسوب می‌شود.

## نگارخانه

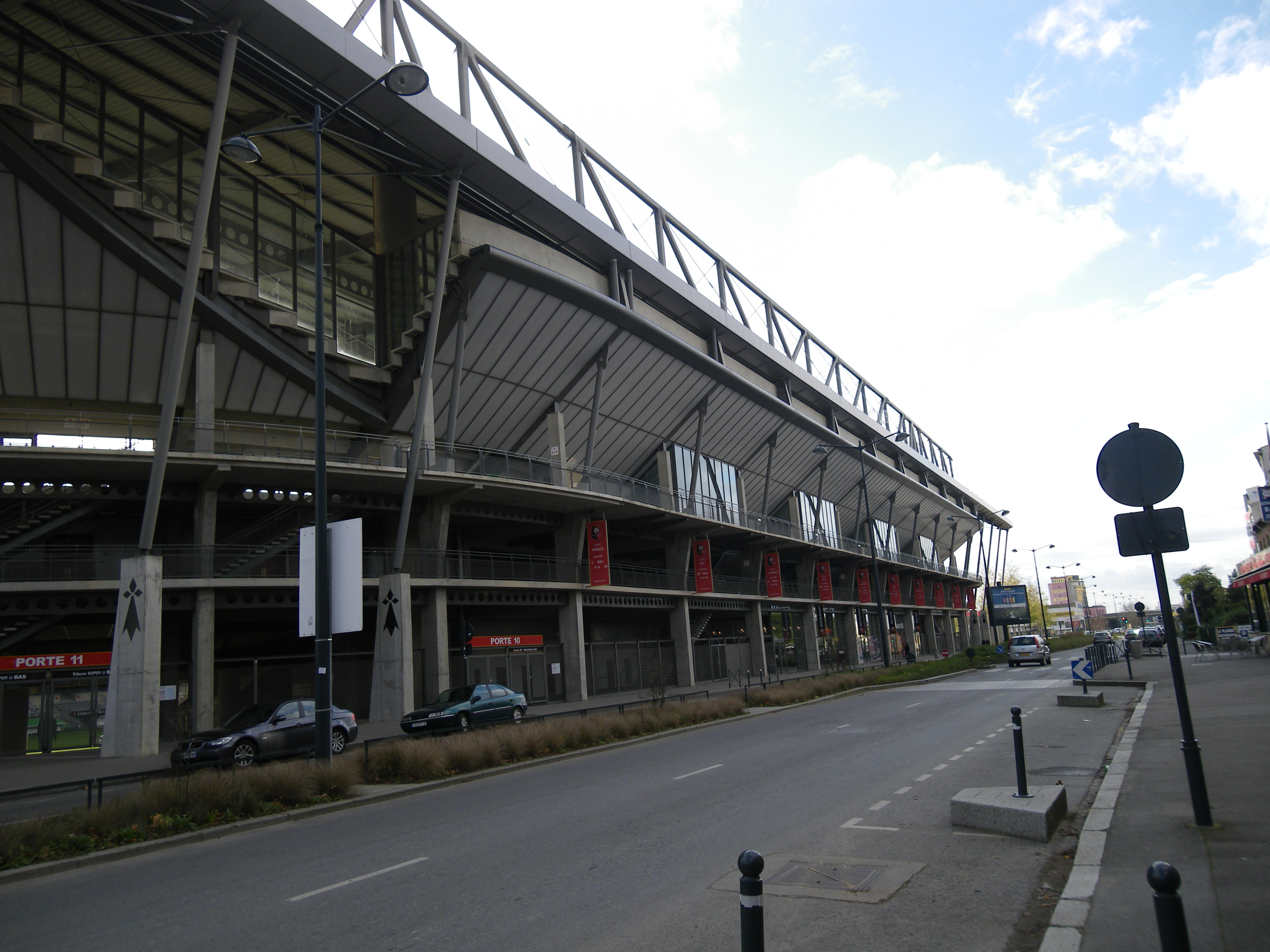
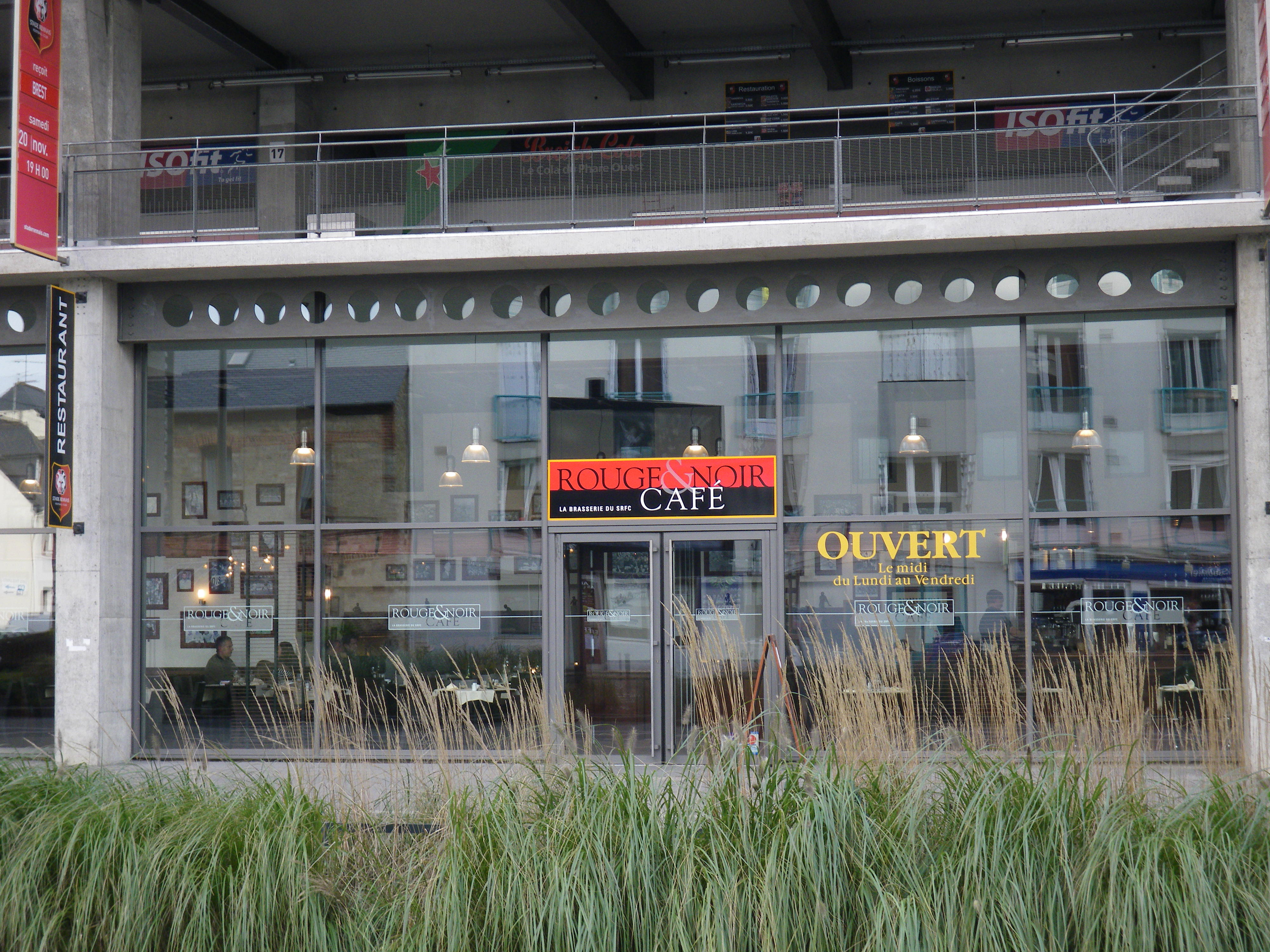
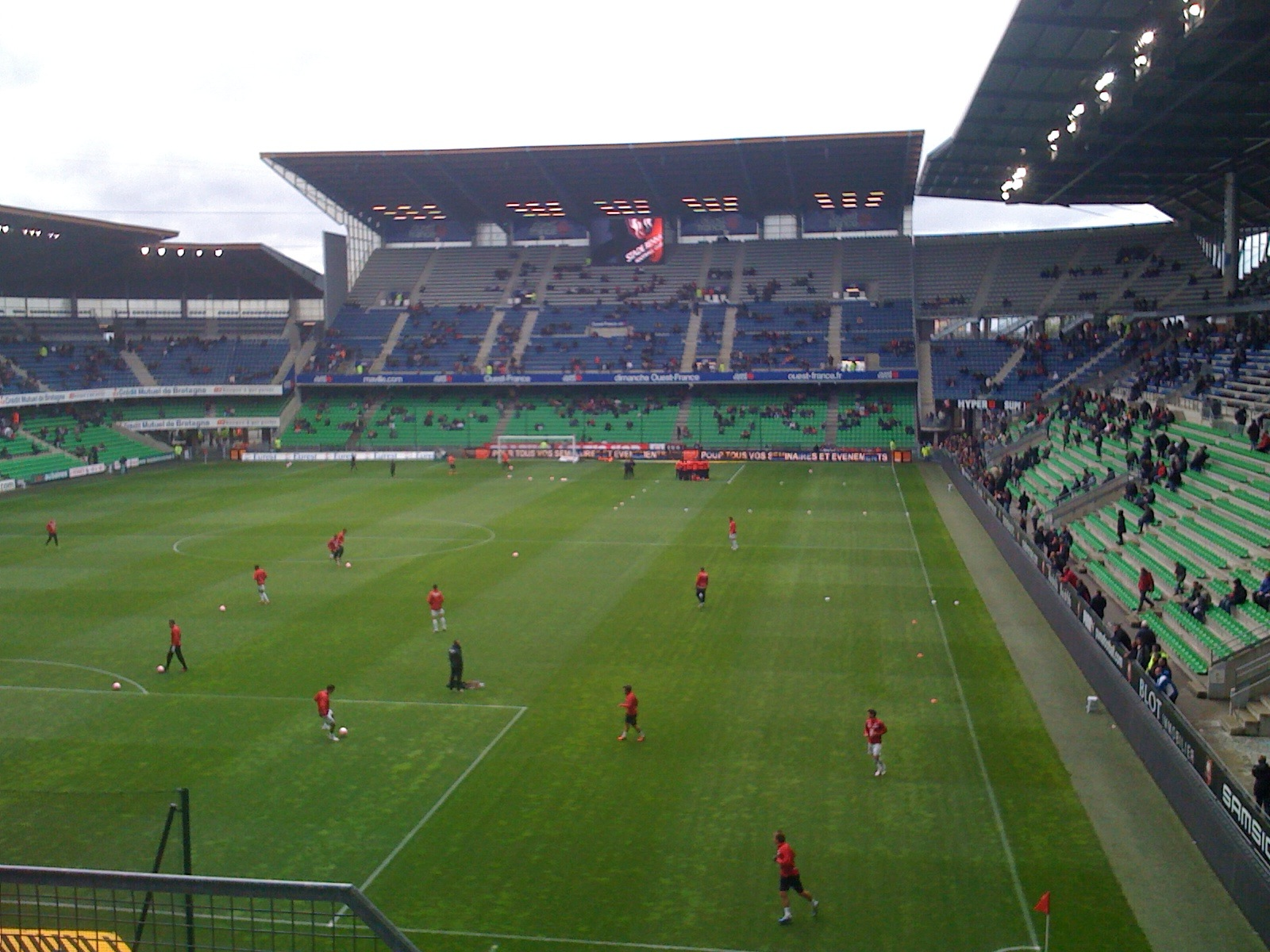
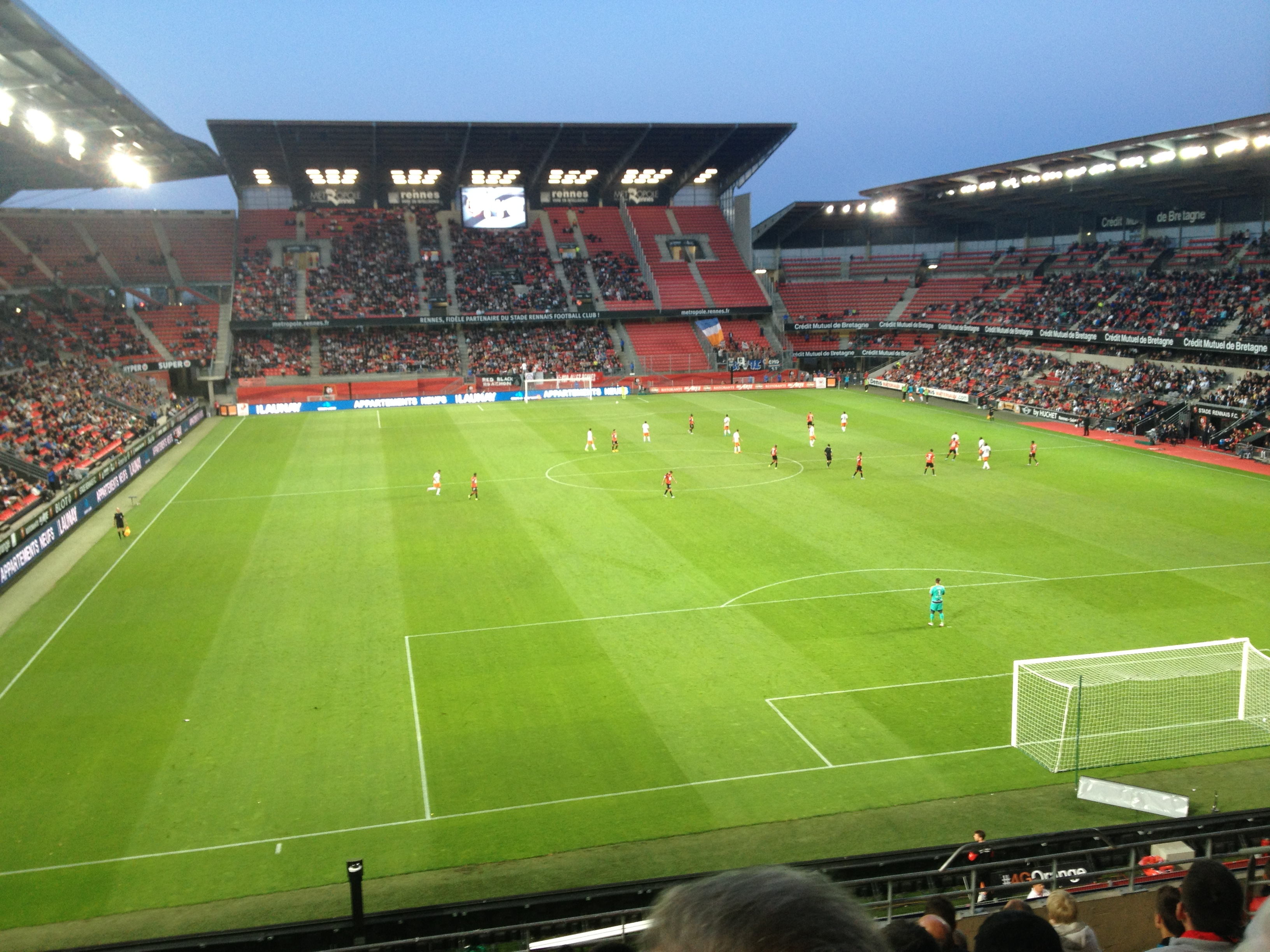